# Bill & Ted's Bogus Journey
Bill & Ted's Bogus Journey (bra: Bill & Ted - Dois Loucos no Tempo ou Bill & Ted: Dois Loucos no Tempo; prt: Bill e Ted no Outro Mundo) é um filme estadunidense de 1991, dos gêneros comédia, ficção científica, fantasia e aventura, dirigido por Peter Hewitt, com roteiro de Chris Matheson e Ed Solomon, baseado nos personagens que criaram para o filme Bill & Ted's Excellent Adventure, de 1989.

## Sinopse
No ano de 2691, um ambicioso cientista chamado De Nomolos se cansa do sistema em que a humanidade vive (sistema este criado por Bill & Ted) e decide fundar uma nova ordem. Para que sua nova ordem seja aceita, ele se vê obrigado a destruir a dupla. Assim, envia ao passado dois robôs idênticos a Bill & Ted e ordena-lhes que matem os verdadeiros e assumam seus lugares, agindo de forma a fazer com que a dupla passe despercebida pela história do mundo. Os robôs conseguem matar nossos heróis, mas estes começam a atravessar sua maior aventura, dessa vez no outro mundo. Jogam com a Morte e até conhecem Deus, antes de conseguirem retornar ao mundo dos vivos, salvar a si mesmos, as namoradas e, de quebra, vencer um concurso de bandas cujos principais adversários são os próprios robôs.

## Elenco
- Keanu Reeves (Ted Logan / Evil Ted)
- Alex Winter (Bill S. Preston / Granny Preston / Evil Bill)
- William Sadler (Morte)
- Joss Ackland (De Nomolos)
- Pam Grier (Sra. Wardroe)
- George Carlin (Rufus)
- Amy Stock-Poynton (Missy)
- Jim Martin (Sir James Martin)
- Hal Landon Jr. (Capitão Logan)
- Annette Azcuy (Elizabeth)
- Sarah Trigger (Joanna)
- Chelcie Ross (Coronel Oats)
- Robert Noble (Bach)
- Hal Landon Sr. (Thomas Edison)
- Eleni Kelakos (Ria Paschelle)

## Trilha sonora
- "The Reaper" - Steve Vai
- "The Perfect Crime" - Faith No More
- "Go To Hell" - Megadeth
- "Junior´s Gone Wild" - King's X
- "For The Love (Of Music)" - Neverland
- "Shout It Out" - Slaughter
- "Showdown" - Love on Ice
- "Battle Stations" - Winger
- "Dream of a New Day" - Richie Kotzen
- "Candy Show Theme" - Julian Nott
- "Tommy The Cat" - Primus
- "God Gave Rock N' Roll To You" - KISS
- "The Reaper Rap" - Steve Vai (Vocais: Keanu Reeves, Alex Winter, William Sadler, Joss Ackland, Chelcia Ross, Terry Finn & Roy Brocksmith)